# Deska
Deska (mađ. Deszk) je pogranično selo na jugoistoku Mađarske.
Površine je 52,05 km četvornih.

## Zemljopisni položaj
Nalazi se na jugoistoku Mađarske, blizu tromeđe sa Srbijom (Vojvodina) i Rumunjskom. Desetak kilometara zapadno je rijeka Tisa. Sjeverozapadno je Segedin odnosno aglomeracija tog grada, sjeverozapadno je Novi Sirik (mađ. Újszőreg), zapadno su Sirik i Jalova, Đeva je sjeverno-sjeverozapadno, Karavala i Kukućin su istočno.

## Upravna organizacija
Upravno pripada segedinskoj mikroregiji u Čongradskoj županiji. Poštanski je broj 6772.

## Povijest
Eneolitička tiszapolgarska kultura, prva eneolitička kultura na području jugoistočne Europe.

## Promet
Kroz Desku prolazi državna cestovna prometnica br. 43, a južno od nje prolazi željeznička prometnica Segedin - Makovo.

## Stanovništvo
2001. je godine u Desci živilo 3294 stanovnika, od kojih su većina Mađari, Romi i Srbi koji imaju manjinske samouprave te pripadnici njemačke, rumunjske, slovačke i hrvatske manjine.
Stanovnike se naziva Deščanima i Deščankama.

## Gradovi prijatelji
- Rahiv, Ukrajina
- Dealu, Rumunjska
- Wiesenbach, Njemačka